# Jemnitz Sándor
Jemnitz Sándor (Budapest, 1890. augusztus 9. – Balatonföldvár, 1963. augusztus 8.) magyar zeneszerző, karmester, esztéta, zenekritikus.

## Élete
Jemnitz Albert (1857–1939)  kereskedő és Rosenthal Emmy (1867–1946) fia. Apai nagyszülei Jemnitz Fülöp (1821–1901) és Eisner Terézia (1836–1868), anyai nagyszülei Rosenthal Samu és Grossmann Berta voltak. Zenei tanulmányait a budapesti Zeneakadémián Koessler Jánosnál (zeneszerzés, 1906–08), a lipcsei konzervatóriumban Max Reger, Nikisch Artúr és Hans Sitt mellett (1908–11) és Berlinben Arnold Schönbergnél (1911–15) végezte. Eleinte karmester volt Csernovicben, Jihlavában, Schwenningenben és Brémában a városi színházaknál, később Berlinben a Die Musik című folyóirat munkatársa lett, 1923 után itt megjelent írásai révén ismerkedett meg és kötött barátságot Theodor W. Adornóval.
1919-ben tért vissza Budapestre, ahol 1924-től a Népszava zenekritikusa volt 1950-ig. 1945 után különböző zenei folyóirat szerkesztő bizottsági tagja valamint a Munkás Dalosszövetség vezetőségi tagja volt. Annak az 1945. április közepén ülésező zenei igazoló bizottság vezetője volt, amely Dohnányi Ernőt háborús bűnösséggel vádolta meg. 1945 és 1948 között a Munkás Kultúrszövetség elnöke, 1947-től pedig az Éneklő Munkás főszerkesztője volt. 1949 után zenekritikusi munkásságát korlátozták, a Népszavát ezért otthagyta, majd 1951-től az Állami Zenei Gimnázium és Konzervatórium ének tanszakán dolgozott mint óradíjas tanár. Az 1950-es évek végétől az Országos Filharmónia Műsorfüzeteiben publikálták kritikáit. Jelentős szerepe volt a zenei ismeretterjesztésben, számos zeneszerző életrajzi regényét megírta. Lefordította Edwin Fischer Ludwig van Beethovens Klaviersonaten című művét (1961).
Sok szerzeménye jelent meg: triók, szonáták, vegyes- és férfikarok, stb. Több mint nyolcvan, javarészt ma is publikálatlan zeneművet hagyott hátra. Egy művével 1926-ban nemzetközi pályadíjat nyert. Szerzeményeit német városok zeneünnepélyein is előadták. Hatással volt rá Reger, Schönberg és Bartók. Divertimento című balettművét 1947-ben adták elő az Állami Operaházban.
Fia Jemnitz János (1930–2014) történész, a Magyar Tudományos Akadémia Történettudományi Intézetének főmunkatársa, a történettudomány doktora volt.

## Fontosabb zeneművei
- Versenymű kamarazenekarra (1931)
- Nyitány egy békeünnepélyhez (1951)
- Concerto vonós zenekarra (1954)

## Jelentősebb írásai
- Bachtól Bartókig. Életrajzok–jellemrajzok (Bp., 1937)
- Szenvedélyek színpadán. Verdi Giuseppe (Bp., 1943)
- Felix Mendelssohn Bartholdy (Bp., 1958)
- Schumann. A zeneszerző élete leveleiben (válogatta, bev., Bp., 1958)
- Fryderyk Chopin (Bp., 1960)
- Wolfgang Amadeus Mozart (Bp., 1961)
- Beethoven élete leveleiben (Radó Györggyel, válogatott jegyzetekkel, utószóval, Bp., 1960)
- Jemnitz Sándor Válogatott zenekritikái (Bp., 1973)